# Полтава (пароплав, 1909)
«Полта́ва» — пароплав-експрес типу «Орел». Вантажо-пасажирський пароплав Добровольного флоту.
Пароплав був замовлений російським «Імператорським товариством для сприяння російському торговому мореплавству» в Німеччині 30 вересня 1908 року. Вартість замовлення становила 1 млн. 530 тисяч німецьких марок.
Судно було спущене на воду і отримало ім'я «Полтава» 13 квітня 1909 року. У вересні 1909 року пароплав своїм ходом прибув з Гамбургу в Санкт-Петербург. Було прийняте рішення використовувати «Полтаву» для здійснення швидкого поштово-пасажирського сполучення між Владивостоком і портами Китаю, Кореї і Японії.
Пароплав прибув до Владивостока 7 грудня 1909 року, де був приписаний до Владивостоцькому торговельному порту під № 105. В ході експлуатації виконував регулярні поштово-пасажирські рейси між Владивостоком, Цурутою, Шанхаєм і Нагасакі.
19 січня 1913 року, здійснюючи черговий рейс Владивосток — Токіо в умовах обмеженої видимості сів на піщану мілину в 35 милях від Цурути. Пасажири були евакуйовані з судна. Але отримані ушкодження виявилися незначними — наприкінці лютого був знятий з мілини і незабаром відремонтований.
У зв'язку з початком Першої світової війни 25 липня 1914 року притягнутий до військово-суднової повинності Морським міністерством Російської імперії: як транспорт-бункерувальник брав участь у переході крейсерів «Аскольд» і «Жемчужина» в Гонконг у серпні 1914 року. Після повернення до Владивостока 11 вересня повернутий Добровільному флоту і знову поставлений на закордонну лінію. 15 грудня 1915 року, прямуючи з Нагасакі у Владивосток в тумані сів на камені біля острова Верховського. Проте зумів самостійно знятися і прийшов до Владивостока, де перебував у ремонті до лютого 1916 року.
9 березня 1917 року на переході з Нагасакі в Шанхай в тумані вискочив на камені в районі Седельних островів (зараз — Дайшанські або Цзиньшанські острови) в 30 милях від гирла Янцзи і в 90 милях від порту Шанхай, при цьому корми виявилася викинутою на берег. Були розпочаті рятувальні роботи, але 23 березня погода погіршилася, і протягом наступного триденного шторму пароплав отримав сильні ушкодження. 1 червня порятунок пароплава «Полтава» було визнано неможливим і всі роботи зі зняття його з каменів припинені. 5 серпня 1917 року пароплав проданий на аукціоні японській фірмі на брухт.